# Rotații pe minut
Rotații pe minut (abreviat rpm) este o unitate de măsură mecanică a numărului de rotații efectuate de un corp în jurul propriei axe în timp de un minut (1rpm = 1(60s) = 1/60 Hertz).

### Exemple
Rotații pe minut:
- Pământul: circa 0,00069444
- Disc de patefon: 33⅓, 45, 78
- Compact Disc: circa 200–500
- Elicea la vapor: 70–150
- Elicea principală la elicopter: până la 400
- Motorul de automobile la ralanti: circa 700–900
- Dischetă: pînă la 800
- Mașina de spălat rufe la stors: circa 700–1600
- Elicea la avioane mici: circa 2500
- Motorul electric: circa 3000
- Hard disc: 3600, 4500, 5400, 7200, 10 000, 12 000, 15 000
- Turația maximă la un motor diesel: circa 5500
- Turația maximă la un motor de benzină: circa 9000–18 000
- Motorul la avioane mici: 10 000–30 000
- Motoare de Formula 1: până la 20 300 (limitat la 19 000)
- Turbine cu gaze: 100 000
- Grupul de turbosupraalimentare la motoare cu ardere internă: 100 000–300 000